# Falso giuramento della parte
Il delitto di falso giuramento della parte è disciplinato nell'attuale ordinamento italiano dall'art 371 c.p.
È un reato proprio nel senso che può essere commesso solo da chi è parte nel processo civile, penale  o  amministrativo in cui sia previsto il giuramento.
Questo reato è punito con la reclusione da sei mesi a tre anni.
Ai fini della sussistenza del delitto è sufficiente che la parte abbia giurato il falso in uno o più punti della sua deposizione;
solo in sede penale sussiste poi l'obbligo di accertare se tale disposizione sia vera o falsa.
Il dolo richiesto è generico e consiste nella coscienza e volontà di prestare il giuramento con la consapevolezza della sua falsità. L'eventuale condanna al delitto di falso giuramento della parte comporta l'interdizione dai pubblici uffici; la competenza spetta al tribunale monocratico e si procede d'ufficio.